# 윈난멧토끼
원난멧토끼(Lepus comus)는 토끼과에 속하는 포유류의 일종이다. 중국의 토착종으로 윈난성에서 주로 발견되지만, 2000년 미얀마 북부 지역에서도 기록된 바 있다.